# Diego Ciz
Diego Ciz (n. Montevideo, Uruguay; 31 de mayo de 1981) es un futbolista uruguayo. Juega de defensor lateral izquierdo.

## Trayectoria
Ciz comenzó su carrera en las divisiones juveniles de Peñarol, pero fue liberado y pasó a firmar por Rocha FC, donde en julio de 2005 debutó en el fútbol profesional. Ese mismo año Ciz ganó con este equipo el torneo Apertura.
En 2007 fue transferido a Olimpia de Paraguay. En su paso por el club se ganó el cariño de la afición, por su entrega y sacrificio en cada juego. Se destaca en su función de lateral izquierdo con constantes proyecciones ofensivas.
En 2010 fichó por el Rapid Bucarest de Rumania.
En 2012, regresa al fútbol paraguayo y ficha por el Club Sol de América.
A mitad del 2013 arregla con el Sportivo Luqueño por un año.

## Clubes
| Club             | País     | Año         |
| ---------------- | -------- | ----------- |
| Rocha FC         | Uruguay  | 2005 - 2006 |
| Olimpia          | Paraguay | 2007 - 2010 |
| Rapid Bucarest   | Rumania  | 2010        |
| Sol de América   | Paraguay | 2011 - 2012 |
| Sportivo Luqueño | Paraguay | 2013 - 2014 |
| Rubio Ñu         | Paraguay | 2014 - 2015 |
| River Plate      | Paraguay | 2016        |

### Participaciones en Copas Nacionales
| Copa               | País     | Resultado     | Partidos | Goles |
| ------------------ | -------- | ------------- | -------- | ----- |
| Copa Paraguay 2018 | Paraguay | Por confirmar | 0        | 0     |

## Palmarés
| Título          | Club     | País    | Año  |
| --------------- | -------- | ------- | ---- |
| Torneo Apertura | Rocha FC | Uruguay | 2005 |